# ФК Куманово
ФК Куманово је фудбалски клуб из Куманова у Северној Македонији. Играо је 3 сезоне у 1. лиги, а сада је у 3. лиги.